# Pietro Bardellino

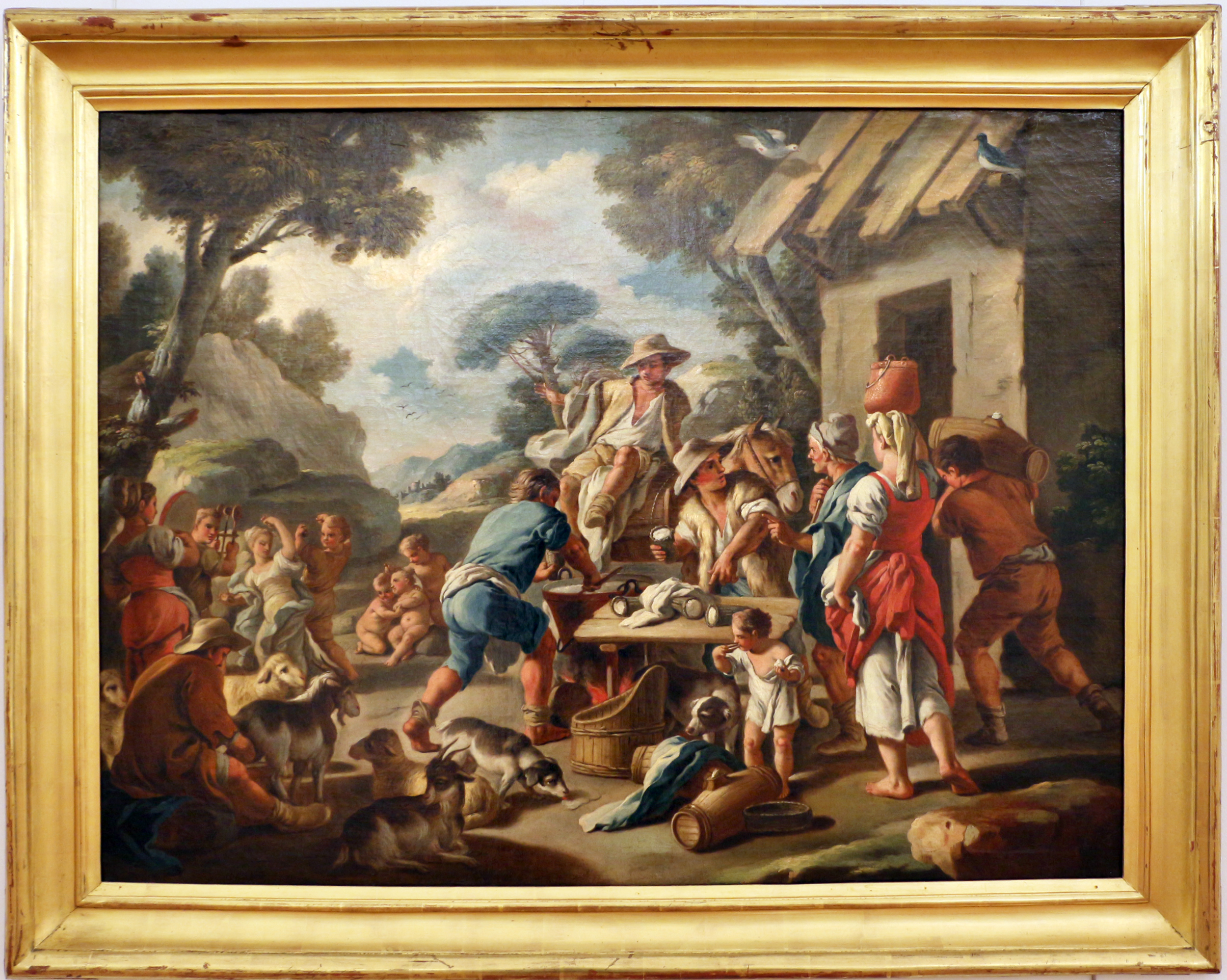
Pastori intenti alla preparazione della ricotta (Matera, Museo nazionale della Basilicata).

(Cesare Brandi)
Pietro Bardellino (Napoli, 1732 – Napoli, 1806) è stato un pittore italiano, considerato come uno dei più dotati e sensibili esponenti dello stile rococò a Napoli.

## Biografia
Il suo stile deriva da quello del suo maestro, il napoletano Francesco De Mura. Fu certamente un pittore dall'affermazione precoce, in quanto già nel 1750 realizzò (e lo si sa attraverso documenti di pagamento) la grande tela da soffitto del Macaone che cura Menelao per la prestigiosa sala grande della Farmacia degli Incurabili. Altra opera giovanile di buona fattura fu la Madonna con il bambino e i santi Antonio e Francesco di Paola per l'Oratorio della Confraternita dei Bianchi dello Spirito Santo, firmata e datata 1753. Nel 1764 terminò un'Ultima Cena per la Cattedrale di Bitonto, dimostrazione della persistente influenza del De Mura su di lui. Un'altra opera per una chiesa napoletana è La Vergine appare a Pio V e a Don Giovanni d'Austria, realizzata nel 1778 per San Giacomo degli Spagnoli.
A lungo andare la sua pittura divenne maggiormente incentrata sulle trasparenze e caratterizzata da una gamma cromatica dai toni sempre più rischiarati e delicati, sull'esempio di Corrado Giaquinto, ma anche del Luca Giordano dei grandi cicli affrescati della maturità. Al 1781 risale il lavoro più prestigioso e impegnativo della sua carriera, che gli permise anche di applicarsi con la tecnica dell'affresco su una enorme superficie, quella del soffitto del Gran Salone del Palazzo dei Regi Studi, poi Real Museo Borbonico e oggi sede del Museo Archeologico Nazionale di Napoli, dove eseguì la raffigurazione dell'Apoteosi di Ferdinando IV e Maria Carolina. A Cleveland è conservato un bozzetto di quest'opera, in precedenza attribuito a Corrado Giaquinto per le evidenti similarità stilistiche rococò che li accomunava.
Dal 1773 Bardellino divenne direttore dell'Accademia Napoletana del Disegno, che oppose il decorativismo rococò alla nascente moda neoclassica. Negli ultimi anni realizzò capolavori come il Ritratto di Gaetano Barba (1790, Accademia Nazionale di San Luca) e gli affreschi del 1792 per la Biblioteca dei Girolamini. Nel 1796 inviò in Molise la tela della Messa di Sant'Adamo, voluta dalla confraternita di Sant'Adamo di Guglionesi per l'inaugurazione della chiesa Madre. Morì a Napoli nel 1806.
Perduta è la grande scena che realizzò sulla volta della Chiesa di San Giuseppe Maggiore nel 1796, oltre ad altri lavori su tela e ad affresco per la Basilica di Santa Chiara, dove resta solo una Morte di Santa Chiara in una delle cappelle laterali.
Fu particolarmente attivo nella decorazione degli interni delle dimore nobiliari; a testimonianza di ciò si conservano ancora suoi affreschi nei palazzi: Cellamare, Ischitella e Spinelli di Fuscaldo.

## Opere (elenco non esaustivo)
- Macaone cura Menelao (tela, 1750), Farmacia degli Incurabili, Napoli
- Madonna con il bambino e i santi Antonio e Francesco di Paola (tela, 1753), Oratorio della Confraternita dei Bianchi dello Spirito Santo, Napoli
- Ultima Cena (tela, 1764), Cattedrale di Bitonto
- L' Immacolata al cospetto della Santissima Trinità (affresco, 1767), Chiesa dell'Immacolata Vecchia, Napoli
- La Vergine appare a Pio V e a Don Giovanni d’Austria (tela, 1778), Basilica di San Giacomo degli Spagnoli, Napoli
- Sacra Famiglia (tela, 1779), Cattedrale di Gravina di Puglia
- Apoteosi di Ferdinando e Maria Carolina (affresco, 1781), Palazzo del Museo Archeologico
- Ester e Assuero, San Filippo battezza l'eunuco (tele, 1786), Chiesa di Santa Maria Regina Coeli, Napoli
- Sant'Adamo in estasi (tela, 1796), Collegiata di Santa Maria Maggiore di Guglionesi
- Enea ai Campi Elisi (tela), Museo Nazionale di Capodimonte
- Sant'Antonio Abate (tela), Pinacoteca metropolitana di Bari
- Sant'Apollonia, San Francesco da Paola (tela), Chiesa di San Nicola alla Carità, Napoli
- Incontro tra i santi Filippo Neri, Carlo Borromeo, Francesco Geronimo e Camillo de Lellis (tela), Arciconfraternita della Santissima Trinità dei Pellegrini, Napoli
- La Madonna con i santi Ippolito e Cassiano (tela), Chiesa di San Giovanni in Corte, Napoli
- L'imperatore Ludovico II giunge a Montecassino (tela), Pinacoteca del Pio Monte della Misericordia
- Pastori intenti alla preparazione della ricotta (tela), Museo nazionale d'arte medievale e moderna della Basilicata, Matera
- Adorazione dei pastori, Il riposo nella Fuga in Egitto (tele), Galleria nazionale di Cosenza
- Sant'Anna con la Vergine Bambina e i Santi Lucia e Pietro d'Alcantara (tela), Museo civico di Castel Nuovo
- Approdo di Maria SS. della Madia nel porto di Monopoli (olio su tela), Basilica Cattedrale, Monopoli
- Madonna delle Grazie, Maglie[3]
- Il Martirio di San Mattia (olio su tela), Chiesa di San Mattia, Napoli (ora in deposito)
- Diana ed Endimione, affresco, Palazzo Ischitella
- Le Nozze di Amore e Psiche, affresco, Palazzo Spinelli di Fuscaldo